# Louis Maingueneau (organiste)
Pour les articles homonymes, voir Louis Maingueneau.
Louis Maingueneau (1884-1950) est un compositeur et organiste français de style romantique.

## Biographie
Né le 8 juillet 1884 à Fontenay-le-Comte (Vendée), il épouse Suzanne Maslin le 14 avril 1913 et meurt le 16 octobre 1950 à Yvré-l'Évêque (Sarthe) où il est inhumé.
L'ensemble de ses œuvres est considérable, s'étendant du répertoire sacré au profane et ce, accompagné de quelques opéras qui furent probablement les produits les plus connus de sa vie artistique. Il mit également en musique plusieurs poèmes de Louis Blanpain de Saint-Mars (Mélusine, Ninon de Lenclos), avec lequel il entretenait une grande amitié.

### Liens
Une association du Mans créée en 1999 (Les amis de Louis Maingueneau) tente de faire revivre son œuvre en organisant des évènements qui peuvent permettre de redécouvrir cette œuvre aujourd'hui méconnue du grand public.

## Compositions
Ses principales œuvres sont :
Opéras
- Ninon de Lenclos
- Mélusine
- La Chartreuse de Parme
- Ésope
- Le Gardien du Feu
- Alketis
- Aliette

Symphonies
- Symphonie orientale
- Symphonie
- Sinfonietta

Autres
- Panis Angelicum
- Prière
- Sonate pour harpe
- Élégie
- Chant d'automne
- La Calanque et l'amour (Ballet)
- La Romance de Faust
- Cantate ad Lucem
- Fleurs célestes
- La Mort du Rossignol
- O Salutaris
- Rhapsodie pour orchestre
- Sérénade espagnole